# Skandal Vatileaks
Skandal Vatileaks naziv je skandala o procurenim dokumentima u kojima se navodno otkriva korupcija pri Svetoj Stolici. Skandal je prvi put objavljen u kasnom siječnju 2012. na televizijskom programu emitiranom u Italiji pod nazivom Nedodirljivi (Gli intoccabili). Daljnje informacije otkrivene su kada je talijanski novinar Gianluigi Nuzzi objavio pisma Carla Marije Viganòa, bivšeg drugorangiranog vatikanskog administratora pri papi, u kojima Carlo Maria Viganò moli da ne bude premješten zbog toga što je otkrio navodnu korupciju koja je stajala Svetu Stolicu milijune u visokim ugovorenim cijenama. Viganò je sada apostolski nuncij u Sjedinjenim Američkim državama.
Tijekom sljedećih mjeseci situacija se zakomplicirala objavom procurenih dokumenta od strane talijanskih novinara, otkrivajući borbe za moć unutar Vatikana o naporima za većom financijskom transparentnošću i prihvaćanju međunarodnih smjernica za borbu protiv pranja novca. Osim toga, u ranoj 2012. anonimno pismo u kojem se prijetilo smrću papi Benediktu XVI. punilo je novinske naslovnice. Skandal je eskalirao u svibnju 2012. kada je Nuzzi objavio knjigu s naslovom Njegova Svetost: tajni dokumenti Benedikta XVI. koja se sastojala od povjerljivih pisama i bilješki između pape Benedikta XVI. i njegova osobnog tajnika. Ova kontroverzna knjiga prikazuje Vatikan kao leglo zavisti, intriga i potajnih frakcijskih borba. Knjiga otkriva detalje o Papinim osobnim financijama i uključuje priče o mitu koje se davalo za ugovaranje audijencije kod njega.

## Vatikanska unutarnja istraga
Papa Benedikt XVI. imenovao je povjerenstvo kardinala radi istrage curenja u ožujku 2012. Vatikan je istražio nekoliko kanala curenja podataka, vatikanski prekršajni suci provodili su kaznenu istragu te je Državno tajništvo Svete Stolice započelo upravno ispitivanje. Trojicu kardinala imenovao je Benedikt XVI. koji je imao ulogu nadzora, a njihov je zadatak bio sagledati širu kaznenu perspektivu curenja podataka opsežnim saslušanjem vatikanske birokracije. Izravno su odgovarali Papi, te su mogli prosljeđivati informacije vatikanskim tužiteljima, ali i dobivati informacije od njih, što je izjavio vatikanski glasnogovornik vlč. Federico Lombardi. Skupinu je vodio kardinal Julián Herranz Casado, prelat u Opusu Dei koji je vodio vatikanski pravni ured, ali i disciplinsku komisiju vatikanske birokracije prije umirovljenja.
Paolo Gabriele, papin osobni suradnik od 2006. godine, navodno je proslijedio ukradene informacije novinaru Gianluigiju Nuzziju. Gabriele je uhićen 23. svibnja nakon što su povjerljiva pisma i dokumenti adresirani na Papu i ostale vatikanske službenike navodno otkriveni u njegovu vatikanskom stanu. Slični su dokumenti objavljeni u talijanskim medijima tijekom prethodnih pet mjeseci; mnogi su se bavili optužbama za korupciju, zloporabu položaja i nedostatak financijske transparentnosti u Vatikanu.
Uhitila ga je vatikanska žandarmerija koja je tvrdila da je pronašla povjerljive dokumente u njegovu stanu koji je dijelio sa svojom suprugom i troje djece. Gabriele je otpušten iz pritvora u srpnju 2012. godine i premješten je u kućni pritvor. Piero Antonio Bonnet, vatikanski sudac, dobio je nalog da prouči dokaze u slučaju i odluči ima li dostatno materijala da se nastavi s kaznenim postupkom. Prije čitanja presude Gabriele se suočio s najvećom kaznom od 8 godina zbog nezakonitog posjedovanja dokumenata državnog poglavara. Kaznu je služio u talijanskom zatvoru kako je propisano međudržavnim ugovorom između Italije i Vatikana.
Dana 26. srpnja papa Benedikt XVI. održao je sastanak povjerenstva kardinala. Sastanku su prisustvovali načelnik vatikanske žandarmerije, suci uključeni u postupak i predstavnici državnog tajništva prema izvješću Federica Lombardija.

## Papin odgovor
Dana 30. svibnja 2012. papa Benedikt XVI. prvi je put izravno komentirao skandal u razmatranjima na kraju svoje tjedne opće audijencije. Papa je izjavio da su "pretjerane" i "proširene" glasine prikazale lažnu sliku Svete Stolice, izrekavši da su "događaji koji su se ovih dana zbili glede kurije i mojih suradnika ožalostili moje srce...Želim obnoviti svoje povjerenje i ohrabrenje svojim najužim suradnicima i svima onima koji mi svakog dana vjerno, požrtvovno i samozatajno pomažu u izvršavanju moje službe."

## Postupak protiv Paola Gabriela
Paolo Gabriele saslušao je optužbu vatikanskih prekršajnih sudaca 13. kolovoza 2012. koja ga tereti za tešku krađu. Prvo ročište u postupku protiv prvooptuženog Paola Gabriela i drugooptuženog Claudija Sciarpellettija, informatičkog stručnjaka također zaposlenog pri državnom tajništvu održano je 29. rujna 2012.
Gabrieleovo suđenje započelo je 2. listopada 2012. Tvrdio je da je ukrao dokumente radi borbe protiv "zla i korupcije" i da Vatikan vrati "natrag na pravi put". Mnogostruke procjene Gabrielova mentalnog zdravlja pružile su oprečne rezultate: u jednom je izvješću zaključeno da je Gabriele patio od "krhke ličnosti s paranoidnim težnjama koje su prekrivale duboku osobnu nesigurnost"; dok je drugim izvješćem utvrđeno da Gabriele nije pokazivao nikakve znakove većeg psihološkog poremećaja niti je predstavljao ikakvu ozbiljnu prijetnju sebi ili drugima. Vatikanska je žandarmerija sukladno sudskom nalogu pretresla stan papina suradnika i zaplijenila pronađene šifrirane dokumente i povjerljive papire s Papinom oznakom "neka se uništi".
Dana 6. listopada Paolo Gabriele je okivljen za krađu i osuđen je na kraću kaznu od 18 mjeseci u talijanskom zatvoru. Gabrielu je također naloženo da plati sudske troškove. Od 26. listopada 2012. služio je svoju kaznu u samom Vatikanu, no Gabrieleu je Benedikt XVI. udijelio oprost 22. prosinca 2012. godine.

## Papin oprost
Dana 22. prosinca 2012. papa Benedikt XVI. posjetio je Gabrielea, oprostio mu i udijelio oprost za njegov zločin.